# Huawei Mate 8
Huawei Mate 8 è uno smartphone Android di fascia alta, progettato e commercializzato da Huawei e messo in vendita il 3 novembre 2015, inserendosi nella serie Mate. È il successore di Huawei Ascend Mate 7 ed è seguito da Huawei Mate 9.

## Specifiche tecniche

### Hardware
Huawei Mate 8 è un phablet con corpo in alluminio, ha un display da 6 pollici, con risoluzione Full HD (1920x1080 pixel). Ha un sensore di impronte digitali posto sul retro sotto la fotocamera.
Il processore è un octa-core HiSilicon Kirin 950, è dotato di 3 GB di RAM e 32 GB ROM, espandibili fino a 128 GB tramite microSD. La batteria è da 4000 mAh.
La fotocamera posteriore è dotata di una lente da 16 megapixel f/2.0, mentre quella frontale è da 8 megapixel.

### Software
Huawei Mate 8 ha il sistema operativo Android 6.0 Marshmallow, con Emotion UI 4.0.